# Odell Shepard
Odell Shepard, född 22 juli 1884, död 19 juli 1967, var en amerikansk professor, poet och politiker som var viceguvernör i Connecticut.

## Tidigt liv
Shepard föddes i Sterling, Illinois. Han tog examen vid Harvard University och undervisaade vid engelska institutionen vid Yale University. Han var professor i engelska vid Trinity College från 1917 till 1946, och mentor till poeten Abbie Huston Evans. Han redigerade de arbeten som Henry David Thoreau, Louisa May Alcott och Henry Wadsworth Longfellow hade skrivit.
Shepard skrev Pedlar's Progress, en biografi över Bronson Alcott, som var far till författarinnan Louisa May Alcott, och en av de främsta transcendentalisterna. Hans efterlämnade dokument finns vid 

## Viceguvernör
Shepard valdes till viceguvernör hösten 1940 och tillträdde posten den 8 januari 1941. Han satt i en tvåårig mandatperiod, när Robert A. Hurley var guvernör, och slutade den 6 januari 1943.

## Priser
- 1938 års Pulitzerpris för Pedlar's Progress
- Golden Rose Award

### Egna verk
- A lonely flute, Houghton Mifflin Company, 1917
- The harvest of a quiet eye: a book of digressions, Houghton Mifflin Company, 1927
- The Lore of the Unicorn, George Allen, 1930, omtryckt 2008
- The joys of forgetting: a book of bagatelles, Ayer Publishing, ISBN 9780836914290, 1928, omtryckt 1969
- Thy Rod and Thy Creel, Globe Pequot, ISBN 9780832903649, 1930, återutgiven 1984

### Biografi
- Pedlar's Progress, READ BOOKS, ISBN 9781406744101, 1937, omtryckt 2007

### Medförfattare
- med Willard Shepard, Holdfast Gaines, The Macmillan company, 1946.
- med Willard Shepard, Jenkins' Ear, Macmillan, 1951

### Redigerade
- A week on the Concord and Merrimack rivers, Henry David Thoreau, Scribner's, 1921
- Essays of 1925, E.V. Mitchell, 1926.
- Essays of today 1926-1927, The Century co., 1928
- Henry Wadsworth Longfellow: representative selections, Henry Wadsworth Longfellow, American Book Company, 1934